# Rolki
Rolki [pronunciación en polaco: /ˈrɔlkʲi/] (en alemán: Rollken) es un pueblo ubicado en el distrito administrativo de Gmina Biała Piska, dentro del condado de Pisz, Voivodato de Varmia y Masuria, en el norte de Polonia. Se encuentra a unos a 6 kilómetros al sureste de Biała Piska, a 23 kilómetros al este de Pisz, y a 110 kilómetros al este de la capital regional Olsztyn.